# كوريدروس بلاتيس البينو

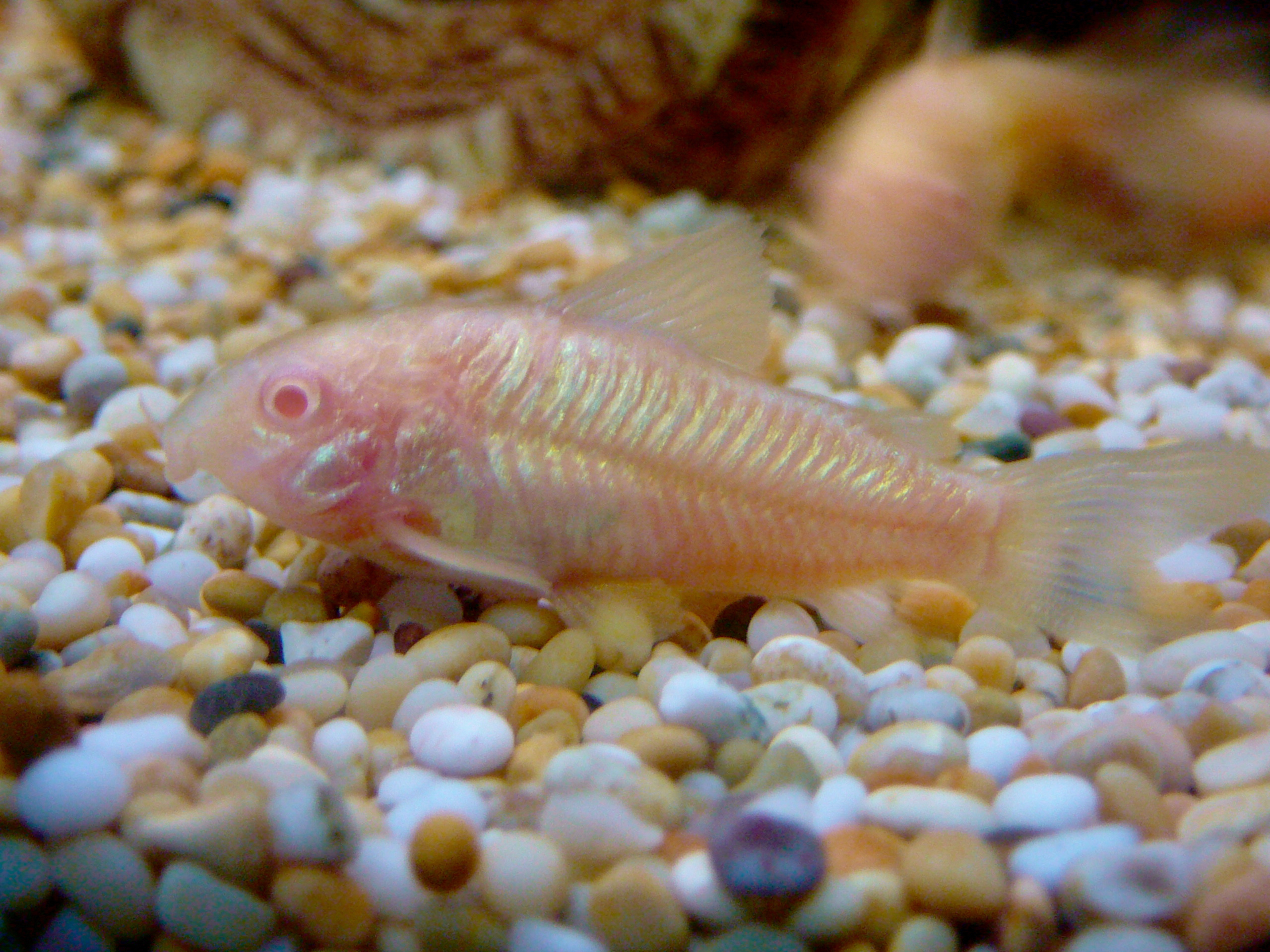

كوريدروس بلاتيس البينو (باللاتينية: Albino corydoras)، (بالإنجليزية: Serpae Tetra)  تنتمي لعائلة كالشيتايدي كالشيتايدي .